# Pisandre
Pour les articles homonymes, voir Pisandre (homonymie).
Pisandre, en grec ancien Πείσανδρος (Camiros, -645 - -590), est un poète grec de l'Antiquité, cité juste après Homère et Hésiode dans la liste des poètes épiques du canon alexandrin.

## Biographie
Très peu de choses sont connues de cet auteur : Il serait né à Camiros, sur l’île de Rhodes. Ses parents se nommeraient Peison et Aristecma, et il aurait une sœur du nom de Diokleia. Mis à part ces données relativement sans importances, l'incertitude demeure concernant sa vie. Il serait né durant la XXXIIIe Olympiade (648-645 av. J.-C.), quelques sources disent qu'il aurait vécu avant Hésiode (VIIe - VIe siècle av. J.-C.) et aurait été un ami du poète mythique Eumolpos. Selon Théocrite, les habitants de Camiros auraient érigé une statue en son honneur ; si toutefois elle a réellement existé, le travail des siècles l'a fait disparaitre.

## Œuvres
Pisandre est l'auteur d'une Héracléide (Ἡράκλεια / Hêràkleia), un poème en 2 livres sur les travaux d'Héraclès. Il semble que c'est dans ce poème qu'est apparue pour la première fois l'image d'un Héraclès couvert d'une peau de lion et brandissant une massue. Il semble que le choix du nombre douze pour le nombre de travaux qu'a du accomplir le héros ne soit pas le fait de Pisandre, quoique Karl Otfried Müller l'attribue aussi au poète. Selon Clément d'Alexandrie, Pisandre n'aurait été qu'un plagiaire du poème de Pisine, un poète de Lindos (Rhodes). De l’Héracléide il ne reste que quelques brefs fragments, deux transmis par l'école d'Aristophane, et un par Stobée.